# Geelbuikrietzanger
De geelbuikrietzanger (Calamonastides gracilirostris synoniem: Chloropeta gracilirostris) is een zangvogel uit de familie Acrocephalidae (rietzangers).

## Kenmerken
De geelbuikrietzanger is een middelgrote moerasvogel die 13,5 cm lang is. De vogel is olijfbruin en geel van kleur, van boven vrij donker olijfbruin met een groenige waas, de stuit is kaneelkleurig. De keel en bovenkant van de borst zijn geel, naar onder toe donkerder.

## Verspreiding en leefgebied
Deze soort komt voor in oostelijk Afrika en telt twee ondersoorten:
- C. g. gracilirostris: oostelijk Congo-Kinshasa, Rwanda, Burundi en westelijk Kenia.
- C. g. bensoni: noordelijk Zambia.

Het leefgebied bestaat uit moerassen langs meren en rivieren met papyrusriet. Dit habitat wordt in hoog tempo drooggelegd en geëxploiteerd.

## Status
De geelbuikrietzanger heeft een versnipperd verspreidingsgebied en daardoor is de soort  kwetsbaar. De grootte van de populatie wordt geschat op 3.500 tot 15.000  individuen en dit aantal gaat achteruit. Om deze redenen staat deze moerasvogel als kwetsbaar op de Rode Lijst van de IUCN.